# Поколение сампхо
| Термин                   | Перевод                                            | №  | Отказ от                |
| ------------------------ | -------------------------------------------------- | -- | ----------------------- |
| сампхо седэ              | Поколение трёх отказов                             | 1  | Свиданий                |
| сампхо седэ              | Поколение трёх отказов                             | 2  | Брака                   |
| сампхо седэ              | Поколение трёх отказов                             | 3  | Рождения детей          |
| Опхо седэ                | Поколение пяти отказов                             | 4  | Трудовой занятости      |
| Опхо седэ                | Поколение пяти отказов                             | 5  | Домовладения            |
| Чхильпхо седэ            | Поколение семи отказов                             | 6  | Межличностных отношений |
| Чхильпхо седэ            | Поколение семи отказов                             | 7  | Надежды                 |
| Купхо седэ               | Поколение девяти отказов                           | 8  | Здоровья                |
| Купхо седэ               | Поколение девяти отказов                           | 9  | Внешнего вида           |
| Сиппхо седэ/ Ванпхо седэ | Поколение десяти отказов/ Поколения полного отказа | 10 | Жизни                   |

Поколение сампхо (кор. 삼포세대?, 三抛世代?сампхо седэ, «Поколение трёх отказов») — термин для обозначения поколения южнокорейской молодёжи, которое отказывается от свиданий, брака и рождения детей. Многие отказываются от этих трёх вещей из-за социальных и экономических проблем, таких как рост стоимости жизни, плата за обучение, дефицит доступного жилья и так далее.
Также существуют неологизмы: опхо седэ («поколение пяти отказов»), в котором заключены три вышеперечисленных, с добавлением отказа от трудовой занятости и домовладения, чхильпхо седэ («поколение семи отказов»), куда включается отказ от межличностных отношений и надежды, купхо седэ («поколение девяти отказов»), с добавлением отказа от здоровья и внешнего вида, и наконец, сиппхо седэ («поколение десяти отказов») или ванпхо седэ («поколения полного отказа»), куда включается отказ от жизни. Встречается и обобщающий термин поколение N-пхо (или N-по). Поколение сампхо похоже на поколение сатори в Японии и клубничное поколение на Тайване.

## Происхождение термина
Термин «Сампхо седэ» был использован командой специальных отчётов газеты Кёнхян синмун в публикации «Говоря о государстве всеобщего благосостояния». Там определение поколения сампхо включало людей с нестабильной работой, высокими выплатами по студенческим кредитам, нестандартной подготовкой к работе и т. д., которые откладывают свидания, отношения, брак и рождения детей на неопределённое будущее. В отчёте утверждается, что бремя создания семьи в Южной Корее настолько высоко, что правительство предпочло делегировать обязанности по социальному обеспечению самим семьям. Вывод отчёта: появление поколения сампхо демонстрирует, что структура традиционного семейного устройства распадается с угрожающей скоростью. Ввиду популярности статьи термин быстро распространился через различные СМИ и Интернет.

## Новая экономика брака
Брачное поведение в Южной Корее меняется на протяжении XX века. По данным Дуо, более 34 % из 1446 опрошенных женщин отдали предпочтение финансовым возможностям и работе при выборе будущего мужа, 30 % придают первостепенное значение индивидуальным качествам будущего мужа, а 9 % — внешности. В современном обществе одиночество, возможно, стало более серьёзной проблемой, чем безработица, не потому, что люди не смогли найти нужного человека, а потому, что у них нет экономических возможностей жениться и создавать свои собственные семьи. Распространилось осторожное отношение к браку, молодые люди проводят тщательную экономическую оценку друг друга, не ориентируясь прежде всего на романтические чувства и любовь, а стоимость свадеб постоянно и быстро растёт. Многие молодые люди в Южной Корее склонны рассматривать любовь, романтические отношения и свидания как роскошь. Основная масса высокооплачиваемых рабочих мест в Южной Корее находится в крупных компаниях, за место в которых в обществе очень высока конкуренция. Люди, которые не соответствуют критериям экономического успеха для вступления в брак, испытывают разочарование в самом институте брака. Работающие матери до сих пор мало защищены государством, что в сочетании с экономическим давлением заставляет молодые пары не спешить с рождением детей.

## Исследования

### Причина возникновения поколения сампхо в Южной Корее
| Причина возникновения поколения сампхо | Причина возникновения поколения сампхо | Причина возникновения поколения сампхо | Причина возникновения поколения сампхо | Причина возникновения поколения сампхо |
| Причина                                |                                        |                                        |                                        | Процент                                |
| -------------------------------------- | -------------------------------------- | -------------------------------------- | -------------------------------------- | -------------------------------------- |
| Не могу откладывать деньги             |                                        |                                        | 53.5                                   |                                        |
| Жить трудно, хотя деньги есть          |                                        |                                        | 42.1                                   |                                        |
| Трудно найти работу                    |                                        |                                        | 33.1                                   |                                        |
| Низкая зарплата                        |                                        |                                        | 32.1                                   |                                        |
| Большие долги                          |                                        |                                        | 16.8                                   |                                        |

Выдвигается предположение, что основной причиной возникновения данного феномена является экономическое и социальное давление современного общества на южнокорейскую молодёжь. Исследование, проведённое кафедрой социологии в Сеульском национальном университете, выявило пять причин, приводящих к возникновению «поколения сампхо»: неуверенность в будущем, беспокойство, реализм, отчаяние и отсроченный отказ от отношений. В исследовании были обнаружены четыре причины возникновения «поколения сампхо»: 27,36 % из-за тревоги, 19,92 % из реалистичного взгляда на перспективы, 13,24 % из-за эгоцентризма и 8,70 % из-за откладывания.
Брак и рождение детей перестали быть необходимостью в южнокорейском обществе, и от них отказывается всё больше людей. Среди последствий появления поколения сампхо — снижение рождаемости, увеличение количества случаев депрессии, числа самоубийств, всё ускоряющееся старение южнокорейского населения и недостаток молодёжи в будущем.

## Похожие поколения в других странах
- В Соединённых Штатах многие миллениалы и последние рождённые в Поколение X принадлежат к «поколению бумеранга[англ.]», которые продолжают жить вместе со своими родителями даже после наступления возраста, когда считается принято покидать родительский дом. Это социальное явление вызвано главным образом высоким уровнем безработицы в сочетании с различными экономическими спадами, и, в свою очередь, многие представители «поколения бумеранга» откладывают романтические отношения и брак из-за экономических трудностей.
- В Японии новое поколение японской молодёжи в возрастном диапазоне от 10 до 20 лет называют «поколение сатори». Они похожи на «поколение сампхо». Как правило, их не интересуют предметы роскоши, поездки за границу, деньги и успешная карьера[12].
- В Европе существует несколько терминов и групп, сопоставимых с «поколением сампхо». В Греции их называют «поколением 700 евро». В Греции минимальная зарплата составляет 700 евро, и греческие СМИ популяризировали термин поколение 700 евро. Эти молодые люди часто работают на временных работах и получают минимальную заработную плату в размере 700 евро в месяц. Термин появился в 2008 году[13].